# Mártires de Oxford
Los Mártires de Oxford fueron un grupo de protestantes juzgados por herejía en 1555 y quemados en la hoguera en Oxford, Inglaterra, por sus creencias religiosas y enseñanzas, durante la persecución Mariana en Inglaterra.
Los tres mártires fueron los obispos anglicanos Hugh Latimer, Nicholas Ridley y Thomas Cranmer, el arzobispo de Canterbury. 

## Historia
Fueron juzgados en la Iglesia Universitaria de Santa María la Virgen, la iglesia oficial de la Universidad de Oxford en High Street. Los hombres fueron encarcelados en la antigua prisión de Bocardo cerca de la actual iglesia de San Miguel en Northgate (en la muralla norte de la ciudad) en Cornmarket Street. La puerta de su celda se puede ver en la torre de la iglesia. 
Los hombres fueron quemados en la hoguera extramuros al norte de la ciudad, en la actual Broad Street. Latimer y Ridley fueron quemados el 16 de octubre de 1555 y Cranmer cinco meses después, el 21 de marzo de 1556. 
Una pequeña área pavimentada con adoquines de granito que forman una cruz en el centro de la carretera frente a  Balliol College marca el sitio de la ejecución. El Memorial de los Mártires de época victoriana, erigido en el extremo sur de la cercana iglesia de St Giles conmemora los eventos. Se afirma, sobre todo en la primera parte de la novela 'The Negotiator' de Frederick Forsyth, que las marcas de las llamas todavía se pueden ver en las puertas del Balliol College (ahora ubicadas entre el Front Quadrangle y Garden Quadrangle). 

## Galería

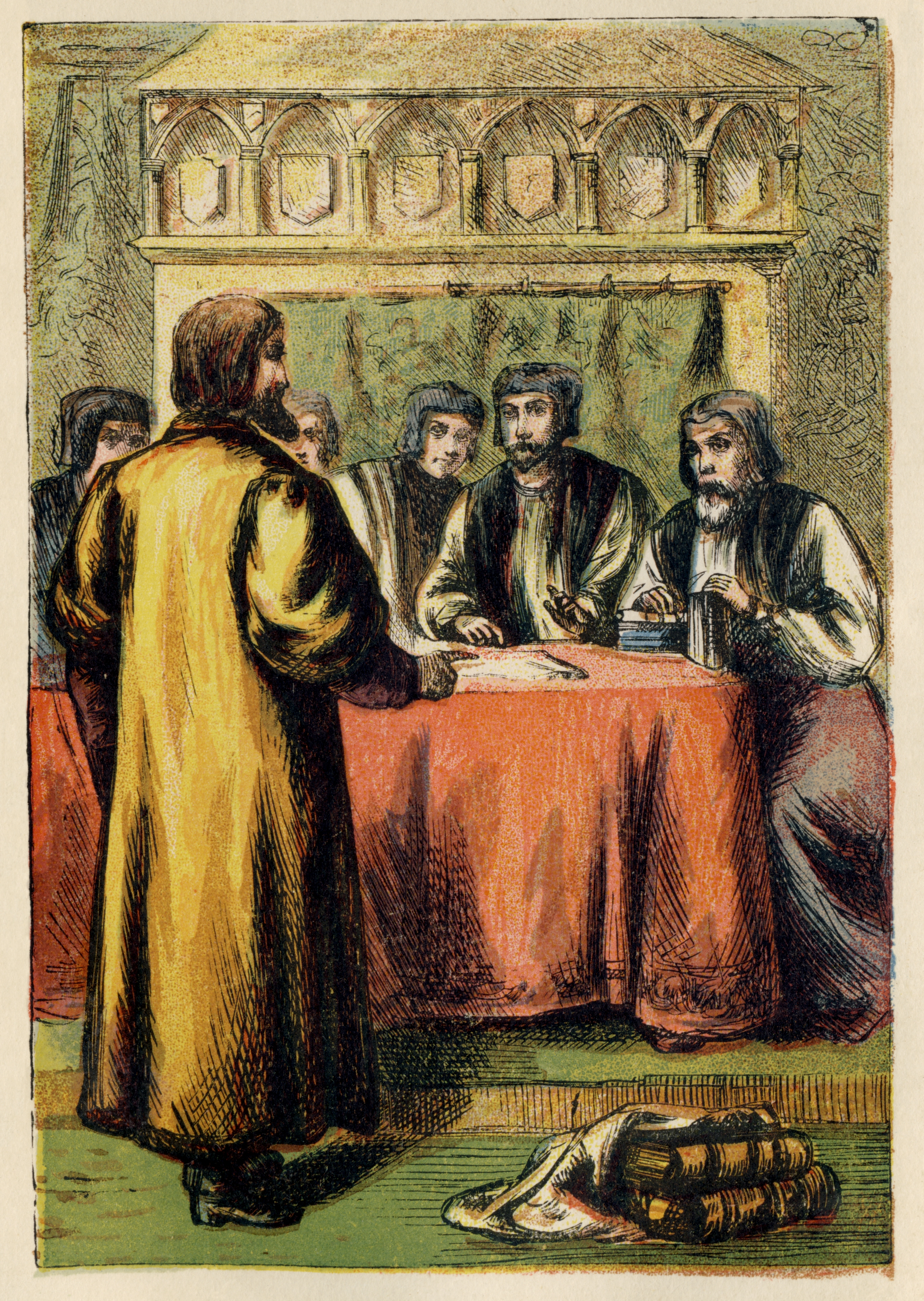
"Latimer ante el Consejo", de una edición de 1887 del Foxe's Book of Martyrs ilustrado por Kronheim.
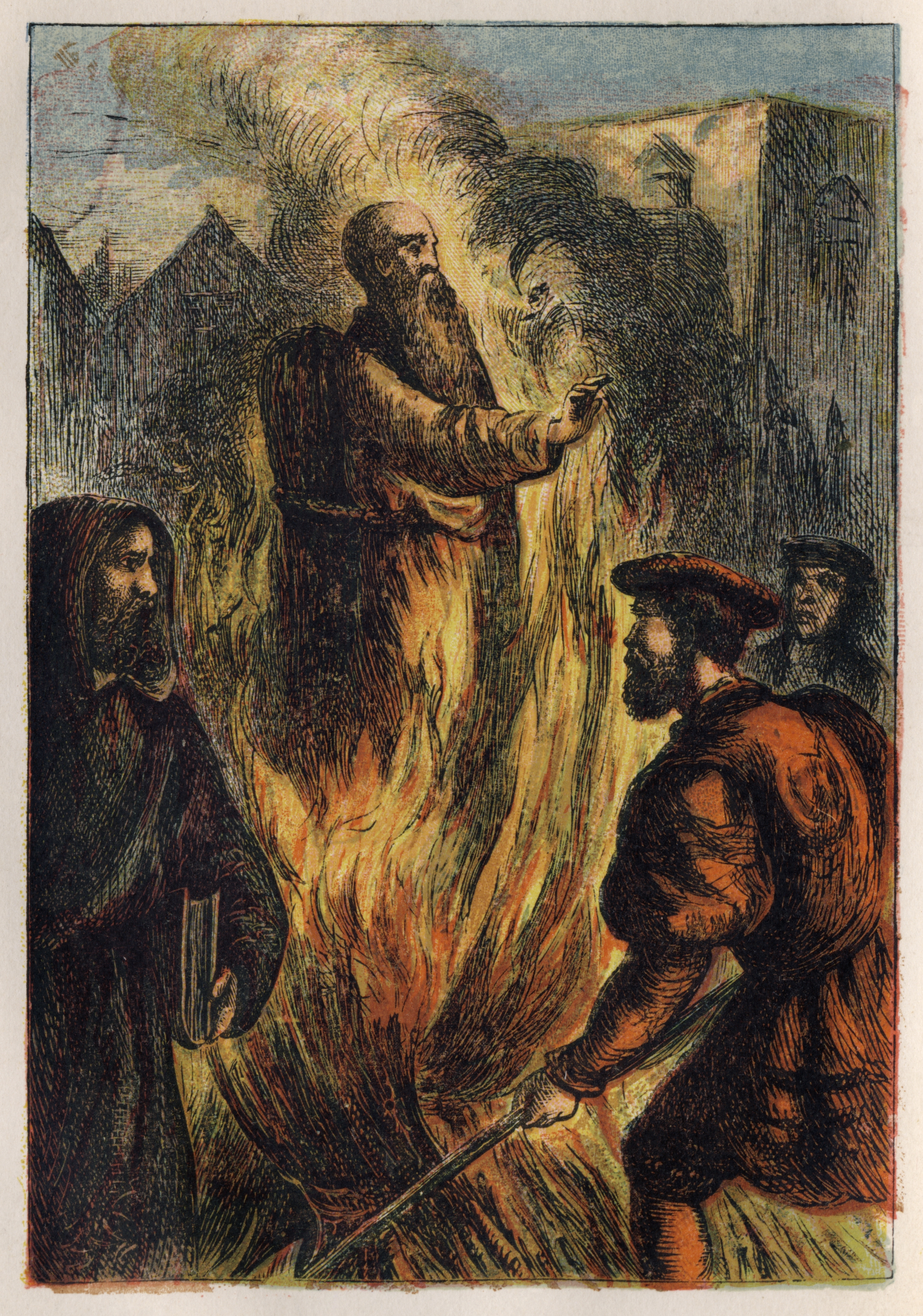
"Muerte de Cranmer", de la misma obra.
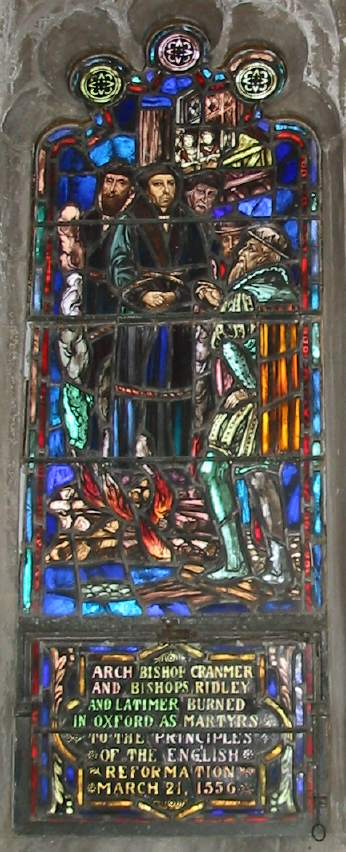
Vidriera mostrando a Cranmer, Ridley y Latimer, los Mártires de Oxford. En Christ Church, Little Rock, Arkansas, USA.
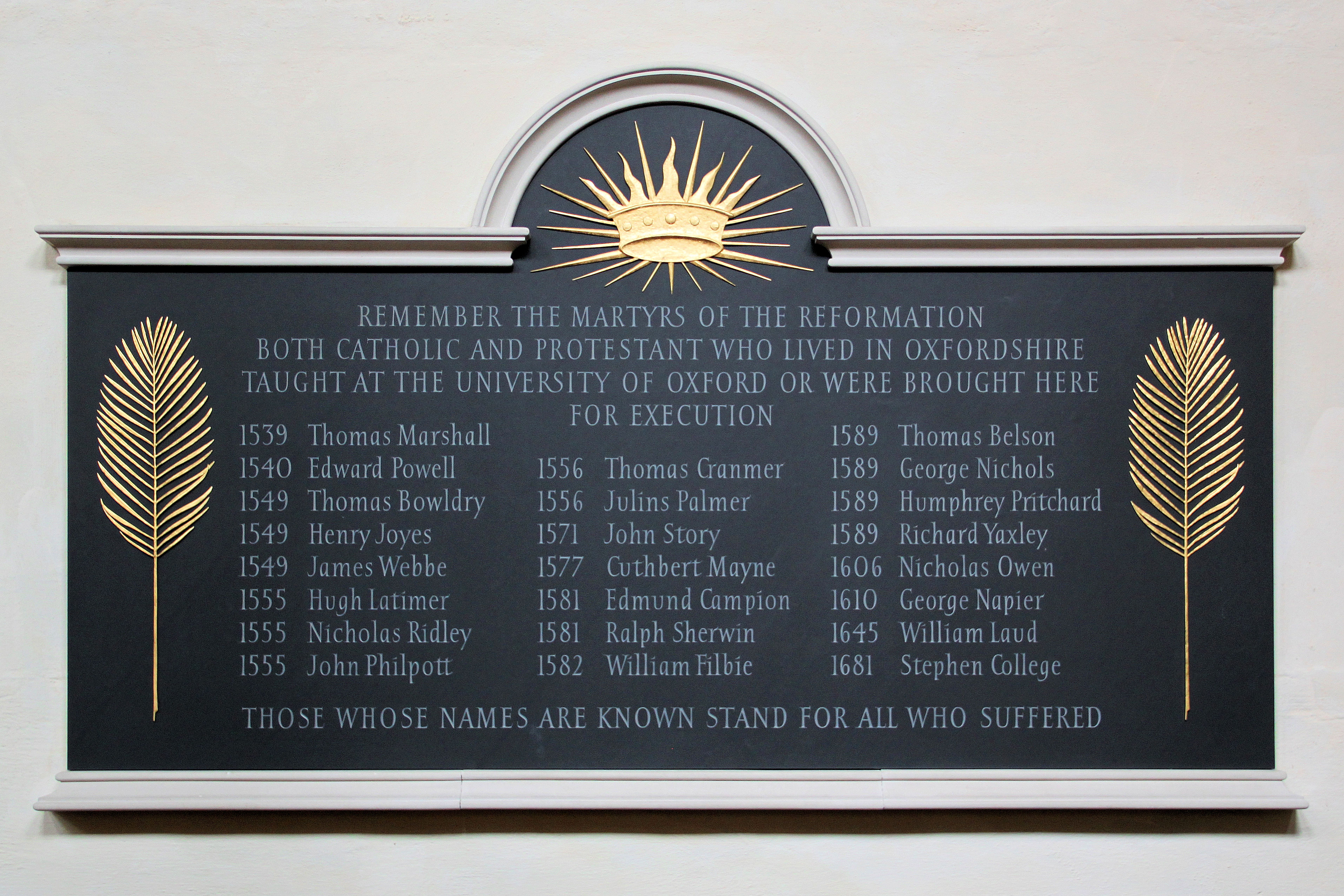
Placa conmemorativa instalada en 2008 en memoria de los mártires de la Reforma, tanto católicos como protestantes, que vivieron en Oxfordshire, enseñaron en la Universidad de Oxford, o fueron ejecutados en Oxford. Muro norte de la Iglesia Universitaria de Santa María Virgen, Oxford, Reino Unido.